# Joseph Wauters (politicus)
Charles Henri Joseph Wauters (Roost-Krenwik, 8 november 1875 – Ukkel, 30 juni 1929) was een Belgisch professor, journalist en socialistisch politicus. Als minister bewerkstelligde hij verschillende sociale hervormingen, waaronder de invoering van de loonindexering (1920) en de uitbreiding van het ouderdomspensioen (1920) en de achturendag (1921).

## Levensloop
Wauters was de oudste van tien kinderen. Zijn vader was landbouwer, zaadhandelaar en beenhouwer. Hij was een briljant leerling en ging zich al snel interesseren voor de levensomstandigheden van de arbeidersklasse. Aangetrokken door het Charter van Quaregnon, werkte hij samen met Émile Vandervelde en andere socialisten. Hij richtte in 1895 het eerste ziekenfonds voor arbeiders op. In 1898 stond hij aan de basis van een vakbond voor straatleggers en een verbruikscoöperatie La Justice.
Ondertussen doctoreerde Wauters aan de Universiteit van Luik in natuur- en scheikundige wetenschappen. Hij verdedigde zijn proefschrift in 1901 en werd professor aan de École de Tannerie van de universiteit. Hij leidde de laboratoria waar onderzoek werd gedaan naar leerlooien. Daarnaast stichtte hij rond 1905 een eerste anti-tering-dispensarium in Haspengouw en werkte hij rond de preventie van kindersterfte. Hij zetelde voor de Belgische Werkliedenpartij in de gemeenteraad van Borgworm en was ook vrijmetselaar.
In 1908 kwam Wauters voor de socialisten in het parlement. Hij had op de lijst gestaan voor het arrondissement Hoei-Borgworm en volgde in de Kamer van volksvertegenwoordigers Pascal Braconier op, die vertrok naar de Senaat. Met zijn 33 jaar was Wauters het jongste Kamerlid. In 1910 werd hij directeur van het socialistisch dagblad Le Peuple en stopte hij zijn academische loopbaan. Hij zetelde in de Kamer tot 1912 en – na opnieuw te zijn verkozen in 1914 – onafgebroken tot 1929.
Tijdens de Eerste Wereldoorlog zat Wauters in de landbouwsectie en de werklozenwerking van het Nationaal Hulp- en Voedingskomiteit. Hij protesteerde bij de Duitsers tegen de arbeidsdeportaties. Voorts was hij de afgevaardigde van de BWP bij de regering in Le Havre. Hij weigerde mee te gaan in de revolutie die een Duitse soldatenraad op 10 november 1918 in Brussel wilde ontketenen. Wauters was die dag aanwezig in het Volkshuis en heeft volgens sommige bronnen langdurig gespeecht om de vakbonden te weerhouden van deelname. Zoals de rest van de partijleiding wilde hij geen socialistische republiek, zeker niet op initiatief van de Duitsers. Hij nam vrede met het aanblijven van koning Albert I voor zover die het algemeen enkelvoudig stemrecht zou realiseren (de zogenaamde Coup van Loppem). Tijdens de oorlog voerde Wauters ook spionage-activiteiten uit voor het Belgische en het Noord-Franse leger. Hiervoor werd hij in 1919 in Frankrijk benoemd tot Officier in het Legioen van Eer.

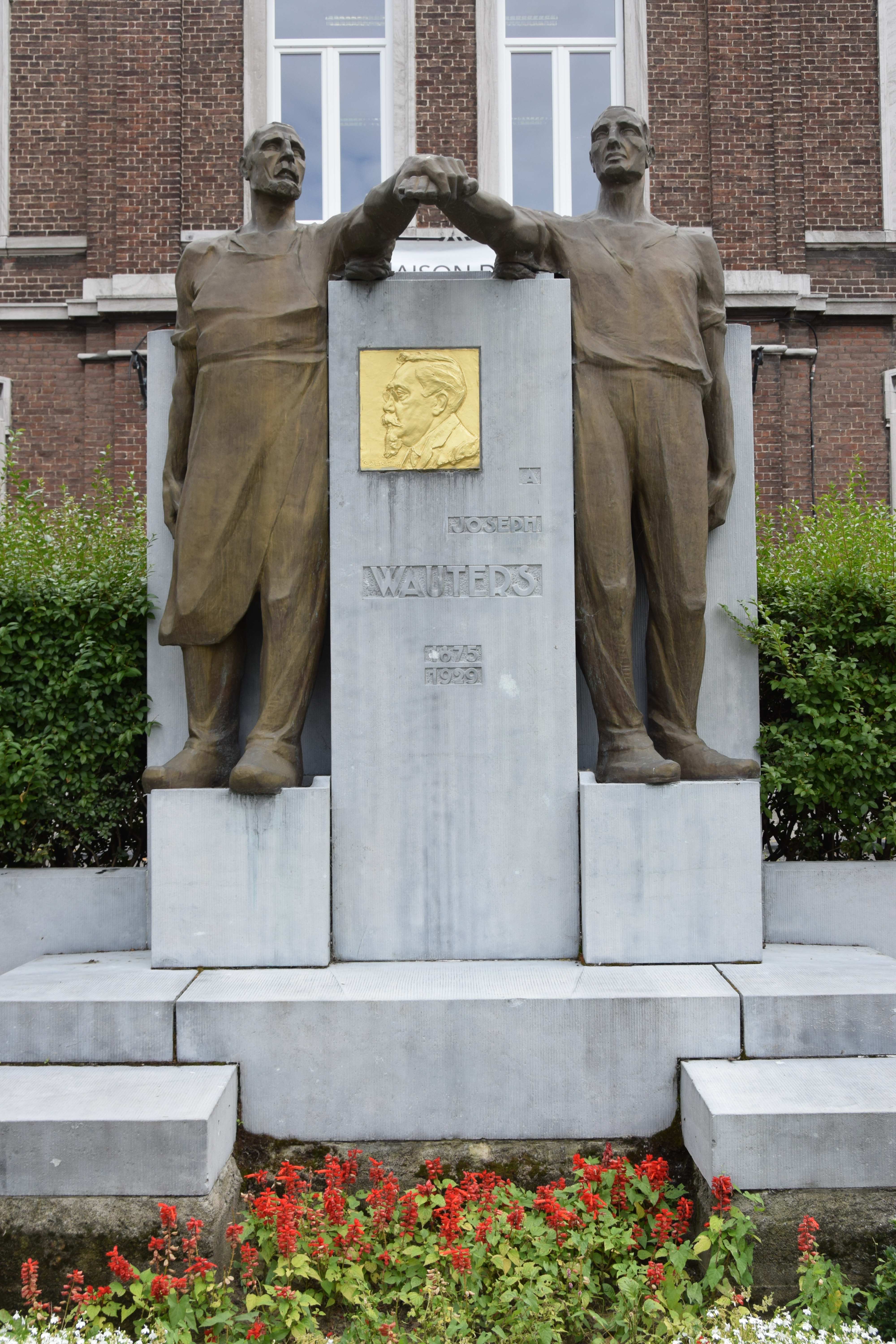
Monument in Borgworm

Met Vandervelde en Anseele vormde Wauters het socialistische contingent dat toetrad tot de regering van nationale eenheid die na de oorlog aan zet kwam. Als minister van Nijverheid, Arbeid en Ravitaillering initieerde hij onder meer een aantal wetten die vrouwen- en kinderarbeid aan banden legden. Hij zorgde voor de heroprichting van de werkloosheidsfondsen en verhoogde de subsidie tot twee derden van de geïnde bijdragen. Zijn Index der Kleinhandelsprijzen lag aan de basis van de automatische loonindexering in België. Het legaliseren van staking is een andere hervorming die aan hem wordt toegeschreven (afschaffing van artikel 310 van het Strafwetboek). Als verantwoordelijke voor het bevoorradingsbeleid voerde Wauters de maatregelen tegen woekerprijzen uit, wat hem kop van jut maakte bij de middenstanders. Hij was een enthousiast voorstander van tuinwijken en legde onder meer de eerste steen van Het Rad in Anderlecht. Misschien zijn belangrijkste verwezenlijkingen waren de wetten op het ouderdomspensioen (1920) en de veralgemening van de achturige werkdag die op 14 juni 1921 gestemd werd, en waarvoor hij door koning Albert I werd gelukgewenst.
Van 1921 tot 1925 verdwenen de socialisten uit de regering. Toen ze terugkeerden in de Regering-Poullet-Vandervelde, werd Wauters minister van Nijverheid, Arbeid en Sociale Voorzorg. In 1927 belandde hij weer in de oppositie. Hij overleed twee jaar later in zijn woning in Ukkel. Als directeur van Le Peuple werd hij opgevolgd door zijn broer Arthur.

## Eerbetoon
In Borgworm, vanwaar hij afkomstig was, kreeg Wauters in 1931 een monument gemaakt door Oscar Berchmans. Onder twee arbeiders is een verguld bas-reliëf met zijn portret aangebracht door Dolf Ledel. Dit is hernomen op de bronzen gedenkplaat aan zijn woonhuis in Ukkel (Generaal Mac Arthurstraat 37). Het opschrift noemt hem een "artisan du progrès social". Een ander aandenken aan Wauters is het bas-reliëf van Ledel in steen aan de vroegere drukkerij van Le Peuple in Brussel. In 1947 kende het parlement een levenslang pensioen toe aan zijn weduwe Alice Renier vanwege de uitzonderlijke verdiensten van haar man voor het land. Tal van straten en scholen in België dragen Wauters' naam. Hij kreeg ook een postzegel.

## Publicaties
Wauters was journalist voor de socialistische bladen L'Avenir social en Le Peuple. Hij bundelde zijn lezingen over het onderwijs in L'enseignement professionnel en Belgique (1922). Zijn verslagen van een verblijf in Belgisch Congo zijn uitgegeven onder de titel Le Congo au travail. Récit de voyage dans le Mayumbé, le Bas-Congo, le Kasai, etc (1926).

## Voetnoten
1. ↑  Luc Schepens, Koning Albert, Charles de Broqueville en de Vlaamse Beweging tijdens de Eerste Wereldoorlog, 1982, p. 208
2. ↑  Het leven is duur. Maar hoe duur?, De Standaard, 22 november 2018. Gearchiveerd op 5 december 2022.
3. ↑  Peter Heyrman, Middenstandsbeweging en beleid in België, 1918-1940. Tussen vrijheid en regulering, 1998, p. 78-87

- Bibliothèque nationale de France: cb16700157f (data)
- Gemeinsame Normdatei: 1058458132
- International Standard Name Identifier: 0000 0004 0956 6377
- Système universitaire de documentation: 261930613
- Virtual International Authority File: 303299966
- WorldCat: E39PBJrCg4MhypvJywTd8QCfbd